# Party Queen
Party queen é o décimo terceiro álbum de estúdio da cantora japonesa Ayumi Hamasaki. Foi lançado em formato digital em 14 de março de 2012 e a versão física foi lançada no dia 21 de março de 2012. É o seu primeiro álbum de estúdio em que não foram lançados singles físicos para sua divulgação (além do EP Five), exceto pelo single digital "How Beautiful You Are".[carece de fontes?]
O álbum alcançou o 2.º lugar na Oricon, ficando atrás de 2012 da banda Acid Black Cherry, sendo seu segundo álbum desde Guilty lançado em 2008 a não alcançar o 1.º lugar na Oricon.
O álbum foi certificado Ouro pela RIAJ, por mais de 100 mil cópias vendidas.

## Sobre o álbum
O álbum foi lançado em cinco formatos: versão CD; CD+DVD; CD+2DVD o segundo DVD contém o show de fim de ano Ayumi Hamasaki Countdown Live 2011-2012: Hotel Love Songs; duas versões especiais Box uma contendo CD+4DVD com os shows Ayumi Hamasaki Countdown Live 2011-2012: Hotel Love Songs e Ayumi Hamasaki Power of Music 2011 A: Limited Edition, a outra versão Box contém CD+2DVD+Blu-ray, o disco Blu-ray contém o show Ayumi Hamasaki Power of Music 2011 A: Limited Edition.Party queen também foi lançado em uma versão especial limitada no formato Playbutton. [carece de fontes?]
Apenas duas canções foram usadas para promover o álbum antes do seu lançamento a música "Party queen" foi tema dos comercias da linha de lingeries da marca Peach John e a música How Beautiful You Are foi usada como tema do dorama "Saigokara Nibanme no Koi" e também foi usada como tema da parada "Tokyo Rainbow Pride 2012".
Para promover o álbum depois do seu lançamento Ayumi reuniu cerca de 3.000 fãs para o evento "Public Recording Session Event" da rádio FM Osaka que se realizou no Abeno Market Park Ceus Mall em 27 de março, logo após isso, Ayumi fez uma palestra ao vivo no Yahoo GyaO's com Joshinavi.

## Alinhamento de faixas
Todas as letras escritas por Ayumi Hamasaki. 
| CD  |                         |                                                                      |                                           |         |  |
| N.º | Título                  | Música                                                               | Arreglistas(s)                            | Duração |  |
| 1.  | "Party queen"           | Timothy Wellard                                                      | tasuku                                    | 3:56    |  |
| 2.  | "NaNaNa"                | Corin                                                                | CMJK                                      | 3:41    |  |
| 3.  | "Shake It♥"             | Bounceback                                                           | CMJK                                      | 3:49    |  |
| 4.  | "taskebab"              | Tasuku                                                               | Tasuku                                    | 1:50    |  |
| 5.  | "call"                  | Katsumi Ohnishi                                                      | Tasuku                                    | 4:04    |  |
| 6.  | "Letter"                | Katsumi Ohnishi                                                      | Tasuku, Harvey Brough (arranjo de cordas) | 4:41    |  |
| 7.  | "reminds me"            | Yuta Nakano                                                          | Tasuku, Harvey Brough (arranjo de cordas) | 5:21    |  |
| 8.  | "Return Road"           | D.A.I                                                                | Yuta Nakano (arranjo e arranjo de cordas) | 4:54    |  |
| 9.  | "Tell me why"           | Hanif Sabzevari, Lene Dissing, Marcus Winther-John, Dimitris Stassos | CMJK                                      | 3:41    |  |
| 10. | "a cup of tea"          | CMJK                                                                 | CMJK                                      | 1:42    |  |
| 11. | "the next LOVE"         | Timothy Wellard                                                      | Yuta Nakano (arranjo e arranjo de cordas) | 4:04    |  |
| 12. | "Eyes, Smoke, Magic"    | Timothy Wellard                                                      | Yuta Nakano (arranjo e arranjo de cordas) | 4:09    |  |
| 13. | "Serenade in A minor"   | Yuta Nakano                                                          | Yuta Nakano (arranjo e arranjo de cordas) | 2:18    |  |
| 14. | "How Beautiful You Are" | Timothy Wellard                                                      | Yuta Nakano (arranjo e arranjo de cordas) | 5:01    |  |

| DVD |                                      |         |  |
| N.º | Título                               | Duração |  |
| 1.  | "Shake It♥ (Vídeo Clip)"             |         |  |
| 2.  | "NaNaNa (Vídeo Clip)"                |         |  |
| 3.  | "Return Road (Vídeo Clip)"           |         |  |
| 4.  | "How Beautiful You Are (Vídeo Clip)" |         |  |
| 5.  | "Shake It♥ (Making-of)"              |         |  |
| 6.  | "NaNaNa (Making-of)"                 |         |  |
| 7.  | "Return Road (Making-of)"            |         |  |
| 8.  | "How Beautiful You Are (Making-of)"  |         |  |

| ayumi hamasaki COUNTDOWN LIVE 2011-2012 A ～HOTEL Love songs～ |                         |         |  |
| N.º                                                            | Título                  | Duração |  |
| 1.                                                             | "do it again"           |         |  |
| 2.                                                             | "Happening Here"        |         |  |
| 3.                                                             | "insomnia"              |         |  |
| 4.                                                             | "MOON"                  |         |  |
| 5.                                                             | "fated"                 |         |  |
| 6.                                                             | "feedback"              |         |  |
| 7.                                                             | "NEVER EVER"            |         |  |
| 8.                                                             | "sending mail"          |         |  |
| 9.                                                             | "machine"               |         |  |
| 10.                                                            | "Sparkle"               |         |  |
| 11.                                                            | "Humming 7/4"           |         |  |
| 12.                                                            | "evolution"             |         |  |
| 13.                                                            | "RAINBOW"               |         |  |
| 14.                                                            | "November"              |         |  |
| 15.                                                            | "music"                 |         |  |
| 16.                                                            | "Ladies Night"          |         |  |
| 17.                                                            | "Party Queen"           |         |  |
| 18.                                                            | "Happening Here"        |         |  |
| 19.                                                            | "Love song"             |         |  |
| 20.                                                            | "How Beautiful You Are" |         |  |
| 21.                                                            | "Trauma~Boys & Girls"   |         |  |
| 22.                                                            | "MY ALL"                |         |  |

## Datas de Lançamento
| País          | Data                | Formato                                               | Gravadora        |
| ------------- | ------------------- | ----------------------------------------------------- | ---------------- |
| Japão         | 14 de março de 2012 | Download digital                                      | Avex Trax        |
| Japão         | 21 de Março de 2012 | CD, CD+DVD, CD+2DVD, Box, Box com Blu-ray, Playbutton | Avex Trax        |
| Taiwan        | 23 de Março de 2012 | CD, CD+DVD, CD+2DVD                                   | Avex Taiwan      |
| Hong Kong     | 29 de Março de 2012 | CD, CD+DVD, CD+2DVD                                   | Avex Asia        |
| Coreia do Sul | 10 de Abril de 2012 | CD, CD+DVD                                            | SM Entertainment |

## Oricon & Vendas
| Parada                | Posição              | Vendas  | Total de Vendas | Semanas |
| --------------------- | -------------------- | ------- | --------------- | ------- |
| Oricon Parada Diária  | 2                    | 27.338  | 148.290         | 22      |
| Oricon Parada Semanal | 2[carece de fontes?] | 97.691  | 148.290         | 22      |
| Oricon Parada Mensal  | 4                    | 124.305 | 148.290         | 22      |
| Oricon Parada Anual   | 38                   | 148.290 | 148.290         | 22      |